# Вакуфнама
Вакуфнама или вакфиа су документа о завештању неког добра (задужбине) намењеног за религијске, образовне, здравствене, друштвене, саобраћаје и хуманитарне сврхе. Свако такво добро зове се вакуф, а њен оснивач вакиф (благајник). Првобитно су се вакуфнаме састављале на арапском језику као исправе које имају, пре свега, карактер шеријатско-правног акта. Овај обичај је трајао неких 150 година. Касније се, из практичних разлога, прешло на писање вакуфнама на турском језику. Вакуфнам су доношене на суду по утврђеним законским прописима и пружају податке о изградњи и изгледу објеката, формирању насеља, структури становништва, занатима и образовања. Оне данас имају посебан значај за проучавање друштвеног, политичког културне и економске историје једног народа на одређеном простору.

## Општа разматрања о вакуфнамама
Цивилизацијски период у развоју света неки историчари рачунају од почетка употребе писма, неке од формирања градова док трећи то везују за настанак државе као новог вида заједнице и друштва у целини. Сваки од ових феномена представља значајан корак напред ка снажнијем напретку човечанства и његовој транзицији у напредно и уређеније друштво. У таквим историјским околностима вакуфнама симболизују управо поменута достигнућа: писмо, град и државу, уређену по највишим оновременским стандардима.
Поред услова за одржавање увакуфљених објеката, у њима су наведени и услови о молитвама за душу вакифа и његових рођака. О свему се морао бринути о мутевелија (управник вакуфа) па су ради бољег функционисања често именоване две особе за ове функције, једна која је била присутна у моменту поступка вакуфљења, а друга која је обављала задатке строго одређене вакуфнамом.
Текст вакуфмана у начелу се састоји од три основна дела: 
1. Уводни део — са именом легатора, 
2. Диспозиције — главни део у коме се конкретно наводи шта је вакуфнамомом и под којим условима увакуфљено, 
3. Легализација — којом се надлежни кадија уводи у сиџил (протокол шеријатског суда) текст вакуфнаме и доноси пресуду о ваљаности и извршности увакуфљења са датумима и именима сведока.
Осим наведеног неке вакуфнаме имају и инвокације овере оригинала или преписа, печат и евентуално друге податке. У њима се такође наводила и плата службених лица који су морали испунити одређене обавезе утврђене вакуфнамомом. Та лица су најчешће била верски службеници (имами, мујезини и хатиби џамија, мутавелије а понекад и учитељи).

## Значај
Вакуфнаме имају правну, уметничку и језичку вредност и могу се постматрати са сваког од наведених аспеката понаособ. Међутим вакуфнама је примарно историјско-правни документ којим се регулишу:
1. Разлози—мотиви 
2. Сврха 
3. Предмет увакуфљења 
4. Услови и начин коришћења
5. Начин управљања задужбином
На основу наведеног може се закључити да је то правни акт који регулише питања која се тичу статуса „увакуфњених предмета”.
Вакуфнаме историчарима даје могућност да истовремено објасне институцију вакуфа, што је од великог значаја не само за проучавање исламске филозофије са правне и историјске тачке гледишта и као главни извор (референца) за проучавање бројних питања из свих области историје. Па се тако нпр. из пописа сведока вакуфнаме могу открити подаци о савременицима легатора њиховим занимањима али и о оснивачима других објеката за које не постоје други сигурни подаци.
Улога институције вакуфа у успостављању и развоју исламско-оријенталних градова је незамислива јер се према мишљењу Адема Ханџића које је он наво у својим делима није радило о стихији него о систематичној државној политици која стимулисала високог званичнике, важне државне службеника санџачка—бегове војводе, ћехаје, и њима равне, да део своје имовине претворе у задужбину која ће новооснованим насељимада дати основне контуре исламског града.

## Општа разматрања о вакуфнамама у Босни и Херцеговини
Наравно, у овом контексту нико не жели да намеће да са вакуфнамама у Босни почиње цивилизацијско раздобље, али се с правом може рећи да је ово почетак једне нове ере обележен горе поменутим, а то су: појава новог писма и нових језика, оснивање нових градова према новим стандарде. Са друге стране, вакуфнаме потврђују улазак Босне у један глобалн културно-цивилизацијски оквира који се простирао на три континента, и тиме покривао колевку древних цивилизација.
Са једне стране, вакуфнама потврђују да је Босна постала део простора где су се снажно прожимала и пулсирале цивилизацијска струјања а са друге истовремено је и потврда повезивања Босне са свим деловима новог цивилизацијског простора, јер су Босанске вакуфнаме по свом облику и функцији, идентичне са вакуфнамама у било ком делу османског државног и правног система, без обзира на то у ком крају су се појавиле. Ових везе има више, па тако треба схватити да су вакухнаме само део њих.

### Вакуфнама Иса-бега Исхаковића
Прве оријентално-исламске градске објекте на босанском подручју подигли су Иса-бег Исаковић као свој вакуф, о чемо говори најстарији отомански документ у Босни, познат као вакуфнама Иса-бега Исхаковића. Он датира између 1. фебруара и 3. марта 1462. године . (џумадел-ула 866). Оригинални документ је био у поседу Мустајбегеа Фадилпашића, који га је потом позајмио Кости Хорману, од када му се губи сваки траг. До данас је сачувано више преписа овог документа.
Преписи Иса-бегове вакуфнаме:
1. Званични препис у сиџилу сарајевског кадије из 1254/1838, сиџил бр. 77, пп. 51-52. Гази Хусрев-бегова библиотека;
2. Препис у архиви бившег Министарства вакуфа у Истанбулу;
3. Званични препис споменутог цариградског преписа који се налазио код мутевелије Иса-беговог вакуфа у Скопљу;
4. Препис у рукописном зборнику Мухамеда Енвери Кадића, св. И, лист 158-163, Гази Хусрев-бегова библиотека 91;
5. Препис у сиџилу вакуфнама, И. стр. 250, који се данас чува у Гази Хусрев-беговој библиотеци у Сарајеву.

Вакуфнама је написана на арапском језику, на почетку вакуфнаме се налази уобичајени увод о разлозима који су навели вакифа (задужбинара) да део своје имовине да за вакуф (задужбину). Овом вакуфнамом Иса-бег завјештава текију и мост, а за њихово одржавање увакуфљује (даје у власништво задужбини) млинове у селу Бродац, данашња Бентбаша, бању (хамам) и текућу воду за њене потребе и остатак воде, хан, дућане, већи број земљишних посједа на подручју данашњег Сарајева и околине. Треба напоменути да је Иса-бег свој вакуф подигао неколико година прије коначног пада Босне под османску власт, док је још био заповједник крајишта које се протезало простором некадашњег Српског царства, од Скопља, преко Новог Пазара и усјецало у средњовјековну Босну.